# Forêt en Slovénie
 (novembre 2014).
Si vous disposez d'ouvrages ou d'articles de référence ou si vous connaissez des sites web de qualité traitant du thème abordé ici, merci de compléter l'article en donnant les références utiles à sa vérifiabilité et en les liant à la section « Notes et références ».

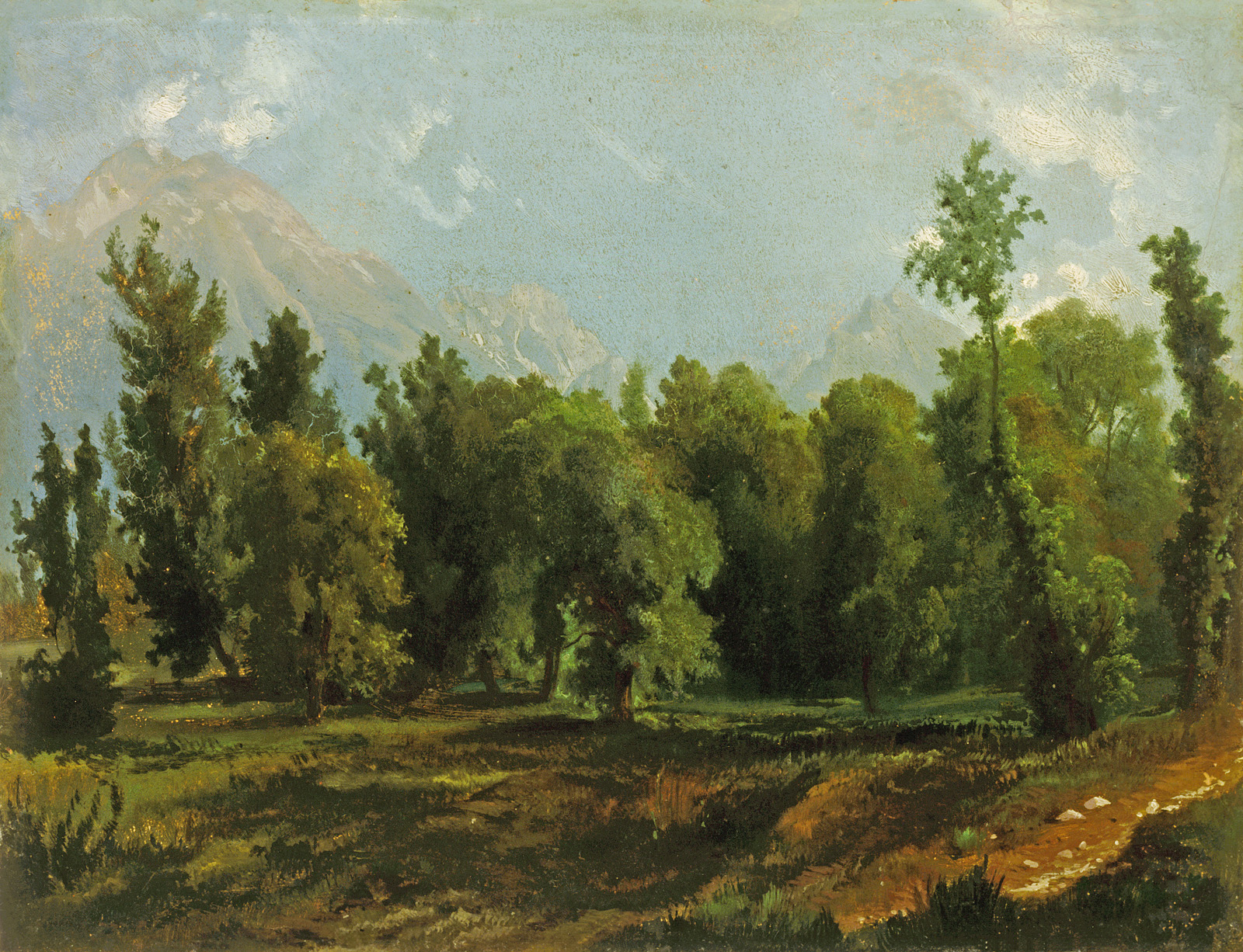
Gozd (forêt), huile sur carton d'Anton Karinger, vers 1869 (Galerie nationale de Slovénie).

La Slovénie est un des pays les plus boisés d’Europe. Cet État frontalier de l’Autriche est une région de montagnes et de plateaux. Grâce à des structures géologiques diverses, et des conditions climatiques variées, les forêts slovènes renferment un patrimoine floristique et faunistique très diversifié. Pour la Slovénie, qui n’a pas beaucoup d’autres ressources naturelles, les forêts sont aussi très importantes économiquement.

## Histoire
La forêt slovène a été fortement  marquée par l’écobuage (action qui consiste à brûler par plaques, la végétation sauvage d’une terre, pour y installer des terrains destinés à l’agriculture). Pendant la première période de colonisation, les forêts ont été défrichées par écobuage et labourées à la houe dans les plaines et les collines. Ces étendues défrichées forment encore aujourd’hui la base des terres agricoles. La dernière colonisation, entre le XIIe et le XVe siècle, a laissé des marques profondes dans la majorité des régions aujourd’hui couvertes de forêts.

## Répartition

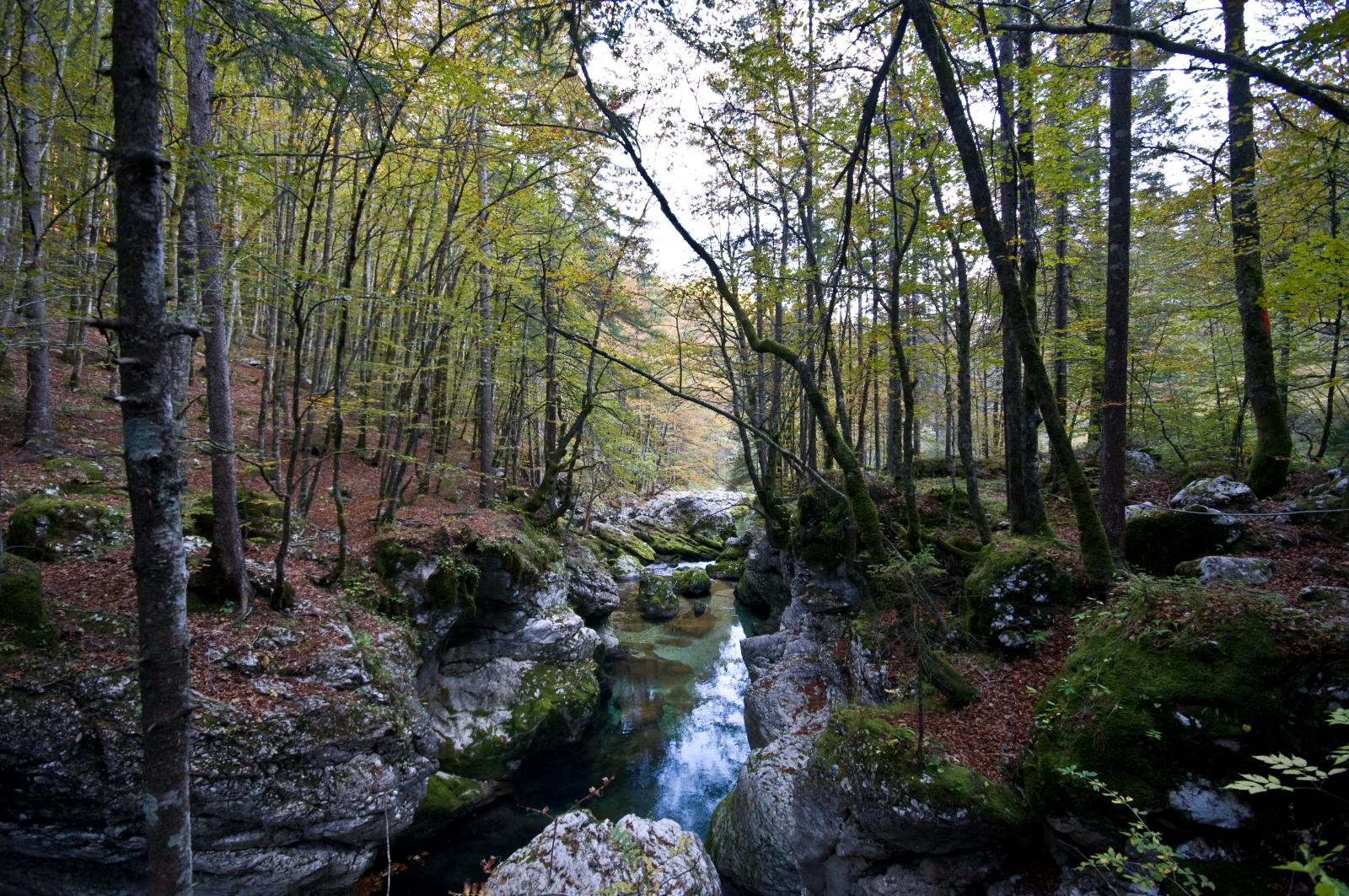
Sous-bois dans la vallée de Bohinj.

La forêt pourrait être le symbole de la Slovénie. Elle couvre en effet plus de la moitié du pays. Avec plus de 57,7 % de forêts, la Slovénie est le quatrième pays le plus boisé d’Europe.
Pour une superficie totale de 2 025 469 ha, les forêts couvrent 1,3 million ha et prédominent dans les trois quarts des régions slovènes. Cette forte densité forestière s’explique notamment par le caractère montagneux du pays, dont plus d’un tiers se situe au-dessus de 600 m d’altitude et renferme à lui seul les deux tiers des forêts. La forêt s’est conservée surtout dans les parties élevées et abruptes moins favorables à l’agriculture. Dans la plupart des cas la forêt appartient à des propriétaires privées qui sont principalement des agriculteurs.
Le pays jouit donc d’une forêt riche, abondante et variée. 

## Économie
La Slovénie se présente comme une des régions les plus productives d’Europe en terme d'exploitation forestière, avec un accroissement annuel évalué à plus de 7 millions de m3 par an.[pas clair]
Chaque année, quelque 3,2 millions de m3 de bois ronds sortent des forêts slovènes, où les volumes de conifères, surtout de l’épicéa et du sapin, rentrent pour 59 % des quantités abattues, le hêtre et le chêne assurant  l’essentiel du solde restant.
Après un plus haut niveau de récolte dans les années 1980-1985 (4 millions de m3 en moyenne par an), la production forestière a connu un creux au cours de la décennie 1990 (2,3 millions de m3). Mais depuis les quantités n’ont cessé d’augmenter, soit +39 % sur 2000-2005. Toutefois, la récolte actuellement mobilisée ne prélève que 45 % du potentiel ligneux disponible.
Enfin grâce à une politique active d’investissements qui a modernisé l’outil de production, la filière réalise un chiffre d’affaires total dépassant les 2 millions d’euros. Le bois et la forêt pèsent désormais pour 2,1 % du PNB slovène et pour 5,7 % de l’industrie manufacturière nationale.